# Eresia polina
Eresia polina är en fjärilsart som beskrevs av William Chapman Hewitson 1852. Eresia polina ingår i släktet Eresia och familjen praktfjärilar. Inga underarter finns listade i Catalogue of Life.

## Bildgalleri

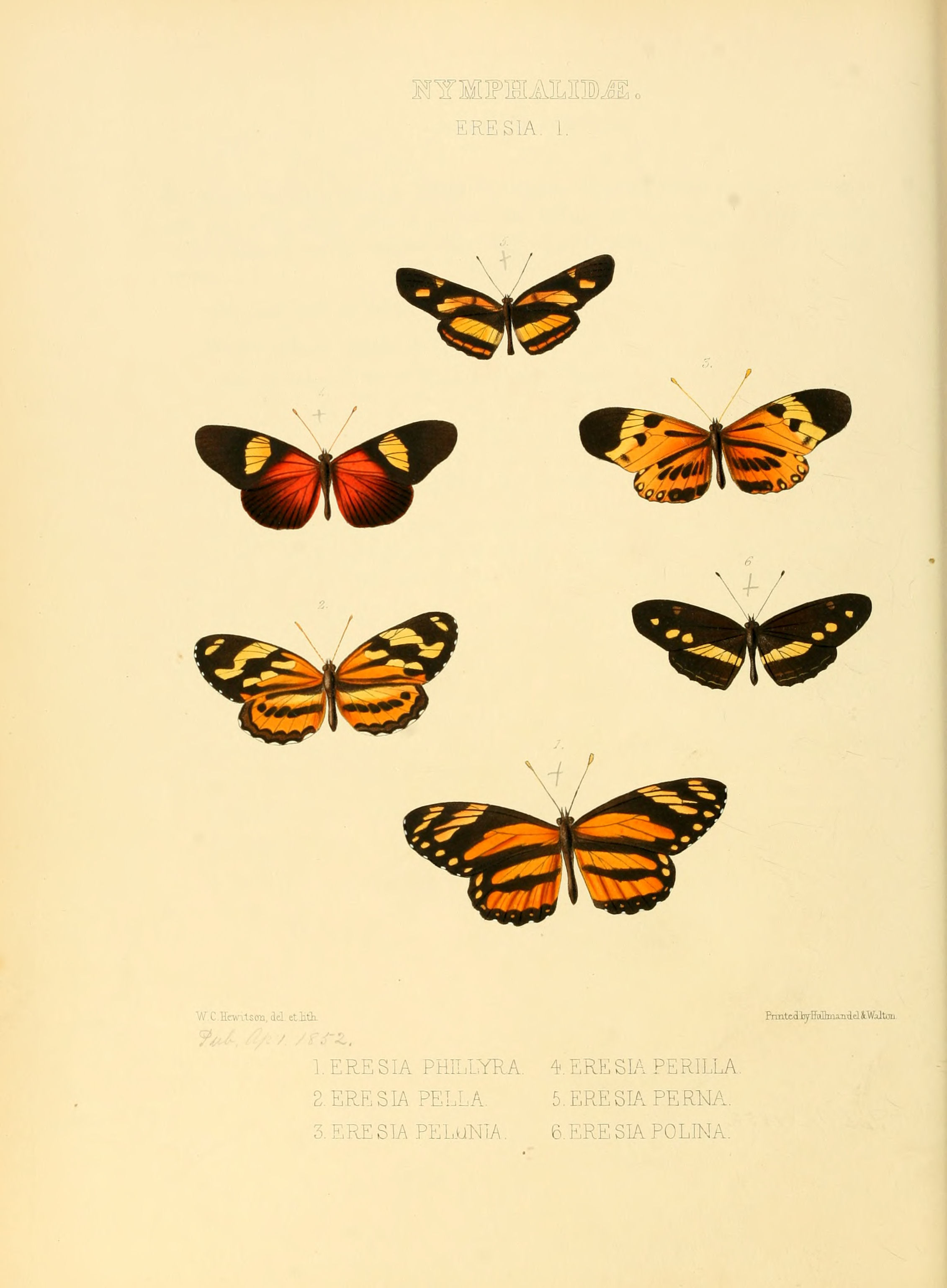